# Scinax jolyi
Espèce
Statut de conservation UICN

 DD  : Données insuffisantes
Scinax jolyi est une espèce d'amphibiens de la famille des Hylidae.

## Répartition
Cette espèce est endémique de Guyane. Elle se rencontre vers 10 m d'altitude aux environs de Roura,.

## Étymologie
Cette espèce est nommée en l'honneur de Carlos Alfredo Joly.

## Publication originale
- Lescure & Marty, 2000 : Atlas des Amphibiens de Guyane. Collection Patrimoines Naturels, no 45, Muséum national d'Histoire naturelle, Paris. p. 1-388.